# Condado de Jennings
O Condado de Jennings é um dos 92 condados do estado americano de Indiana. A sede do condado é Vernon, e sua maior cidade é Vernon. O condado possui uma área de 980 km² (dos quais 3 km² estão cobertos por água), uma população de 27 554 habitantes, e uma densidade populacional de 28 hab/km² (segundo o censo nacional de 2000). O condado foi fundado em 1817.